# Министерство внутренних дел Перу
Министерство внутренних дел Перу отвечает за управление внутренними делами правительства Перу, а также управление Национальной полицией Перу.

## Задачи
- планирование, разработка, прямой контроль и оценка деятельности полиции определённых областей;
- прямой контроль и координация действий органов внутренних дел, иммиграции и натурализации, а также контроль служб безопасности, оружия, боеприпасов и взрывчатых веществ гражданского назначения;
- обеспечение и поддержание внутреннего и общественного порядка;
- предотвращение и борьба с преступностью, расследование преступлений;
- обеспечение бдительности на границах страны, а также защита и поддержание опеки над государственными и частными владениями;
- осуществление разведывательной деятельности в рамках закона.

## Видение
Гарантировать населению свободу, осуществлять основные права и свободы, защищать демократию, права и безопасность граждан, отстаивать их ценности культуры и мира.